# Chutes d'eau de Shiraito
Les chutes de Shiraito (白糸の滝, Shiraito-no-taki) se trouvent à Fujinomiya, préfecture de Shizuoka, près du mont Fuji au Japon. Elles sont situées à l'intérieur du parc national de Fuji-Hakone-Izu et sont protégées depuis 1936 en tant que monument naturel du Japon. Les chutes étaient considérées comme sacrées par le culte Fuji des sanctuaires Asama. Une autre chute d'eau, les chutes d'Otodome (en), se trouve à proximité.
Les chutes de Shiraito font partie de la liste des cents premières chutes d'eau du Japon établie en 1990 par le Ministère japonais de l'environnement.

## Source de la traduction
- (en) Cet article est partiellement ou en totalité issu de l’article de Wikipédia en anglais intitulé « Shiraito Falls » (voir la liste des auteurs).